# Liste der Monuments historiques in Corberon
Die Liste der Monuments historiques in Corberon führt die Monuments historiques in der französischen Gemeinde Corberon auf.

## Liste der Objekte
| Bezeichnung                     | Beschreibung                            | Standort                        | Kennzeichnung | Schutzstatus | Datum | Bild |
| ------------------------------- | --------------------------------------- | ------------------------------- | ------------- | ------------ | ----- | ---- |
| Grabstein für Jacques Bouton    | Kalkstein, bezeichnet 1479              | in der Kirche St-Hilaire (Lage) | PM21000654    | Classé       | 1908  |      |
| Grabstein für Antoine de Salins | Kalkstein, bezeichnet 1467              | in der Kirche St-Hilaire (Lage) | PM21000655    | Classé       | 1908  |      |
| Skulptur Madonna mit Kind       | Pappelholz (?), farbig gefasst, um 1400 | in der Kirche St-Hilaire (Lage) | PM21002596    | Classé       | 1959  |      |